# Eleanor Catton
Eleanor Catton MNZM (n. 24 septembrie 1985, London, Ontario, Canada) este o scriitoare neozeelandeză.

## Biografie
Eleanor Frances Catton s-a născut în anul 1985 în Canada, în timp ce tatăl studia la University of Western Ontario. A învățat la Burnside High School și a studiat engleza la University of Canterbury, înainte de a studia Scriere Creativă la Victoria University of Wellington. 2008 a participat la Iowa Writers’ Workshop. Astăzi locuiește în Auckland și predă Scriere Creativă la Manukau Institute of Technology (Auckland).
În 2008 a debutat, cu The Rehearsal, ca scriitoare. Pentru al doilea roman al ei, The Luminaries i s-a acordat, în anul 2013, la vârsta de 28 de ani, renumitul premiu Booker Prize. Ea fiind cea mai tânără persoană, care a primit premiul de 50.000 dolari americani și după Keri Hulme a doua neozeelandeză.

## Opere

### Povestiri
- The Rehearsal, povestire, publicată prima dată de Victoria University Press, Wellington, 2008. Publicată în Germania la Arche Verlag, Hamburg; traducere Barbara Schaden 2010 ISBN 978-3-7160-2632-8
- The Luminaries, Granta Books/Victoria University Press (2013) ISBN 978-1-84708-431-6

### Alte opere
- Short stories, Best New Zealand Fiction Vol. 5 (2008), Penguin Book of Contemporary New Zealand Short Stories (August 2009), Granta (106, Summer 2009).